# 韦伊内·布雷默
韦伊内·布雷默（芬蘭語：Väinö Bremer，1899年4月24日—1964年12月23日），芬兰男子冬季两项、现代五项运动员。他曾代表芬兰参加1924年冬季奥林匹克运动会军事巡逻比赛，获得一枚银牌。